# 和薬種改会所
和薬種改会所（わやくしゅあらためかいしょ）は、江戸時代に江戸幕府が設置した和薬種の品質管理のための鑑定を行った機関。和薬改所・和薬改会所とも。
享保7年（1722年）6月に江戸伊勢町に設置され、続いて大坂淡路町・堺神明町・京都二条通・駿府にも設置された。設置された都市の薬種問屋の代表は事前に江戸に集められ、本草学者丹羽正伯の講習を受けるとともに和薬種取締の基準・方法について意見の提出を求められた。
諸国から設置都市に送られてきた和薬種及び都市を通過して他の地域に向かう薬種は全て会所にて検査を受けて薬種の真偽及びその品質を検査した後に検印（焼印もしくは紙札）を得ることが義務付けられた（対象となる薬種が大量の場合は、会所役人が出張して検査した）。なお、検査の際には「改料」として売主・買主双方から金銭を徴収した。比較的資料が残っている大坂の例を取ると、主たる問屋3名が会所頭取となり交替で会所役人を指揮し、その下に薬種屋仲間に属する121名が原則3名1組として1日交替（全40組）で会所に詰めて会所役人として検査及び改料徴収の任務を行った。
元文3年（1738年）5月に薬種問屋・薬種屋ら薬種業者が真物を覚えて品質が向上したことを理由に廃止されたが、実際は薬種流通の統制につながる和薬種改会所に対して業者の反感が強かったからと言われている。

## リンク
医薬品卸 史料館　江戸時代 - エンサイス株式会社